# Nera (Tiber)
Die Nera (italienisch la Nera, auch il Nera; lateinisch Nar) ist ein Fluss in Mittelitalien. Sie ist der größte Zufluss des Tibers.

## Verlauf
Die Quellen der Nera liegen bei Castelsantangelo sul Nera und Visso am Monte Porche (auch Porche di Vallinfante genannt, liegt im Monti-Sibillini-Nationalpark) in der Provinz Macerata, Marken. Bei Triponzo (Ortsteil der Gemeinde Cerreto di Spoleto) tritt der Fluss auf umbrisches Gebiet und verläuft in südwestlicher Richtung durch die Provinzen Perugia und Terni. Ein Teil des Wassers wird von Triponzo aus durch einen 42 km langen Kanal (Canale medio Nera) in den Lago di Piediluco geführt. Der obere Teil des Flusstals bildet das Gebiet Valnerina.
Vor Terni bildet der Nebenfluss Velino bei seiner Mündung in die Nera (bei Marmore, Ortsteil von Terni) den Wasserfall Cascata delle Marmore. Kurz darauf passiert er die Römerbrücke Ponte del Toro, eine heutige Brückenruine. Bei Narni fließt die Nera durch eine tiefe Schlucht (Gola del Nera) und mündet bei Orte von der linken Seite in den Tiber.
Größere Nebenflüsse der Nera sind der Corno, der Velino und der Vigi.

## Bilder

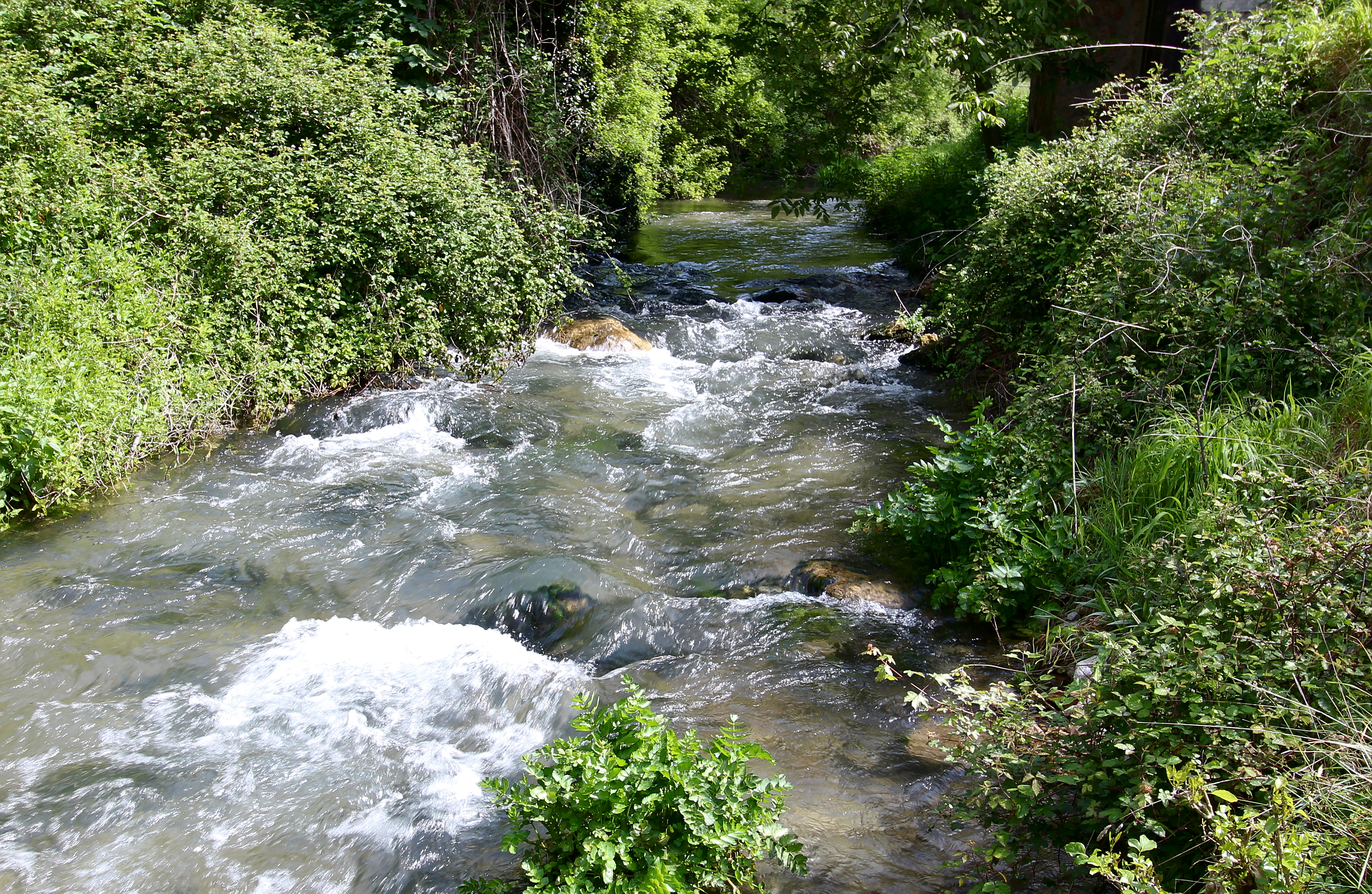
Der Nera bei Belforte, Gemeinde Preci
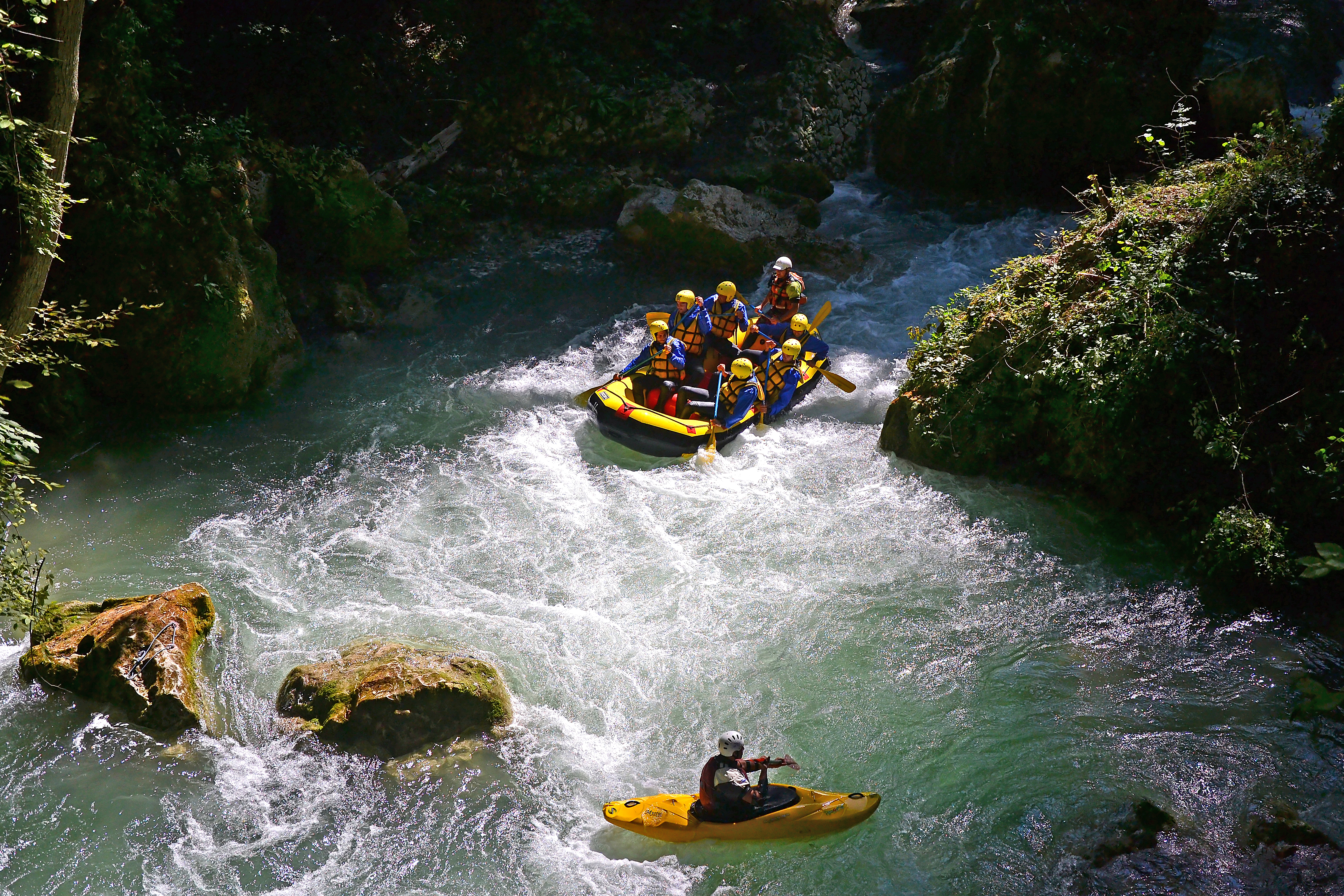
Rafting und Wildwasserpaddeln auf der Nera
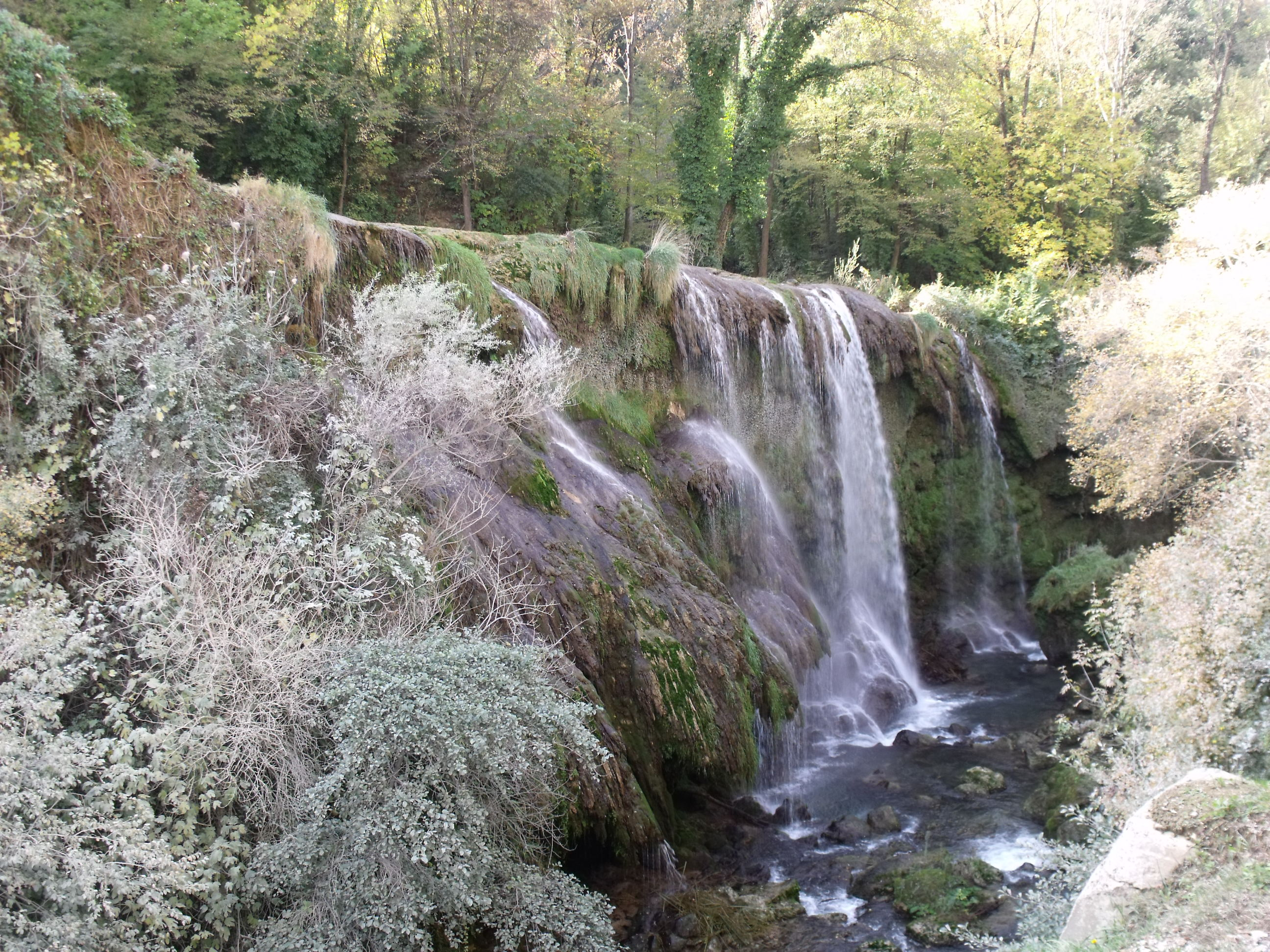
Der Zufluss des Velino in die Nera am Wasserfall Cascata delle Marmore
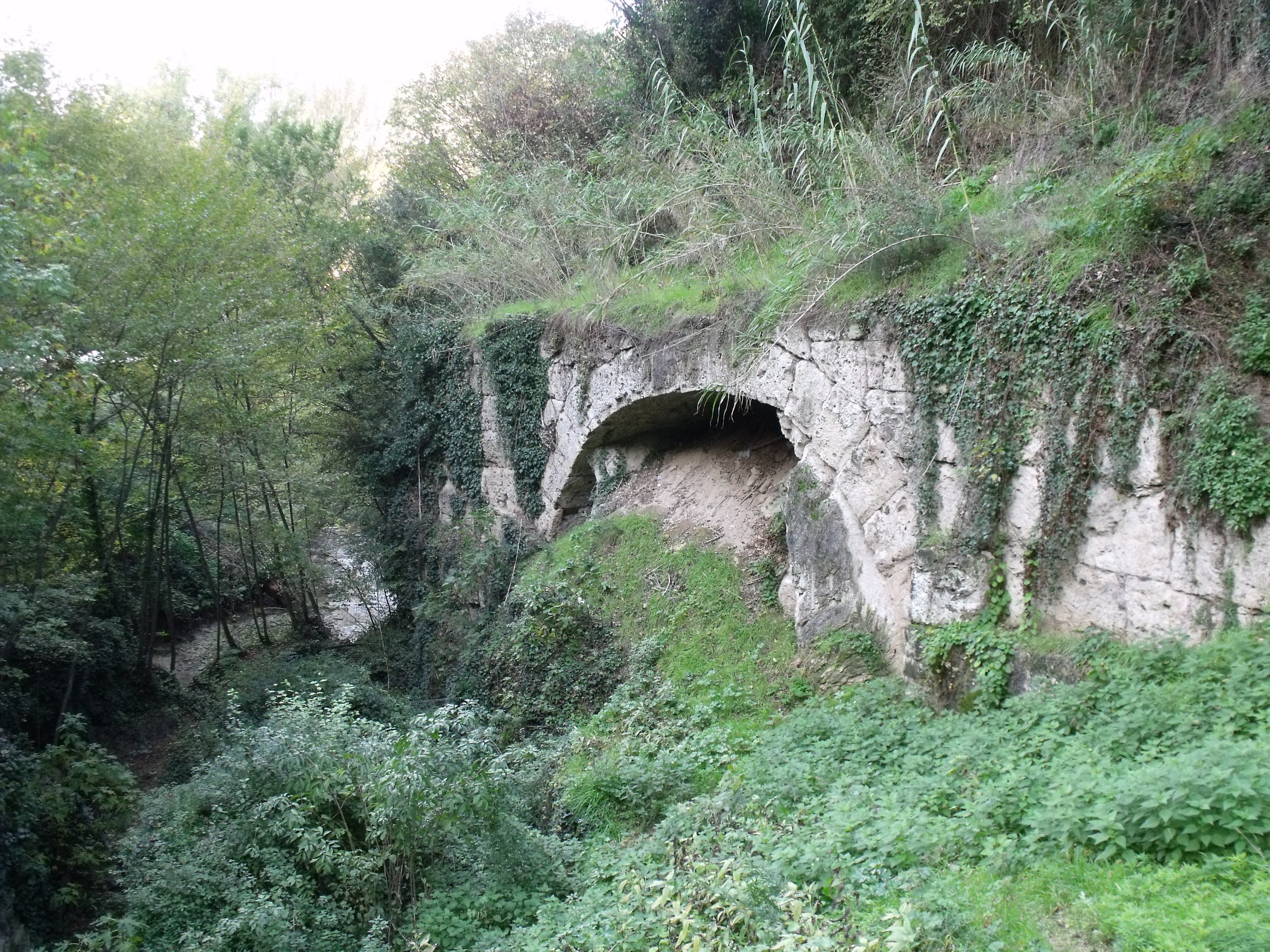
Die Römerbrücke Ponte del Toro südöstlich von Terni (2012)
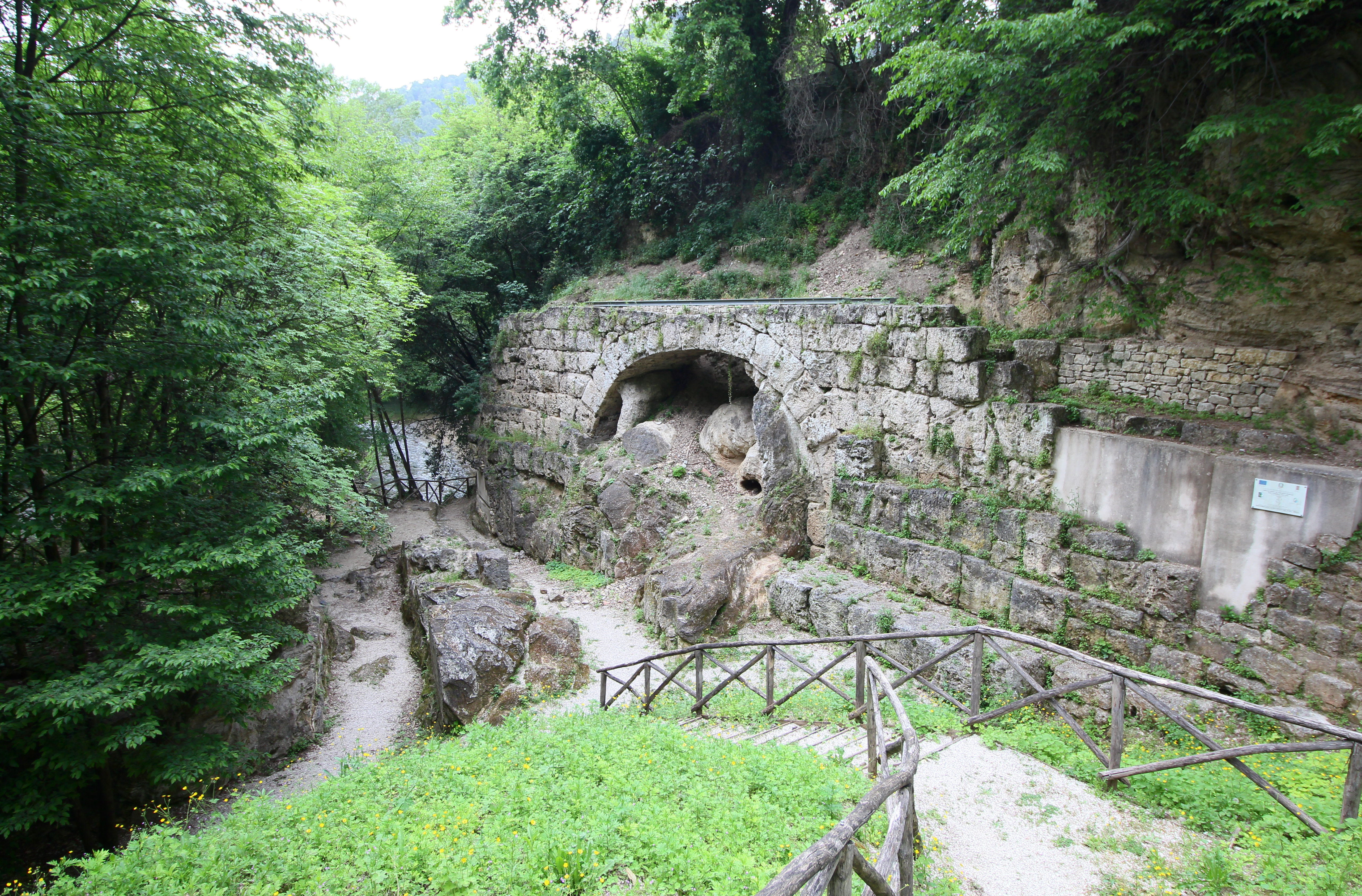
Die Römerbrücke Ponte del Toro (2023)